# Elias Heyman

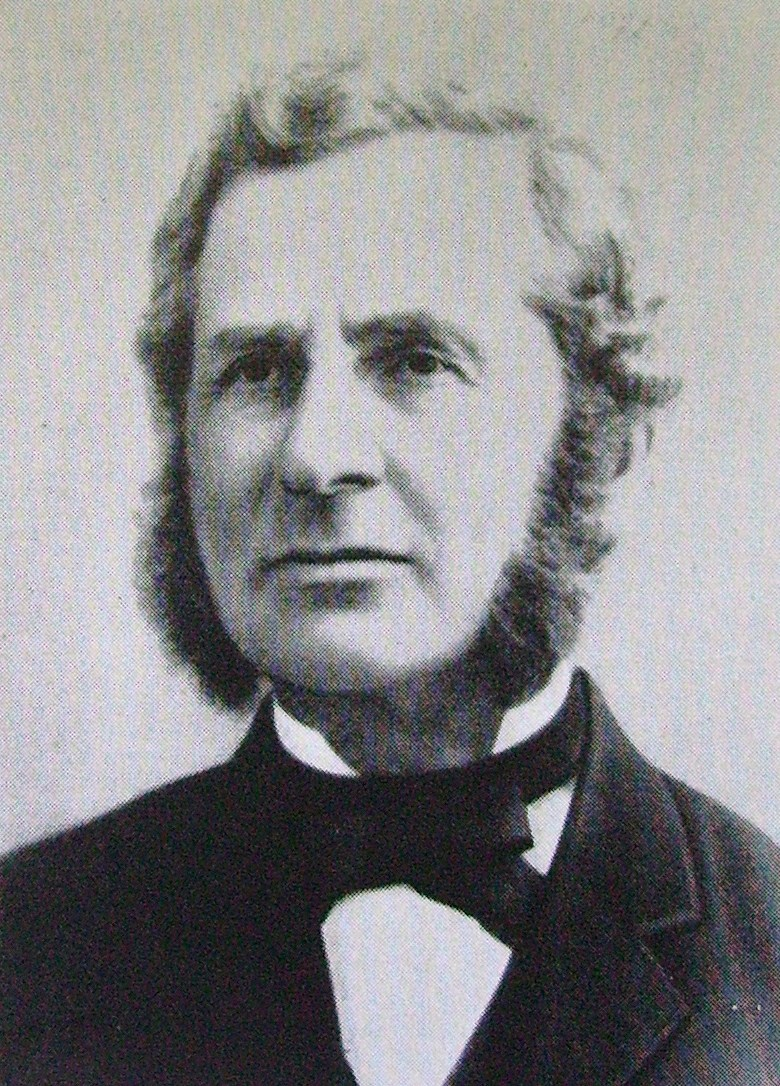
Elias Heyman

Elias Heyman, född 29 december 1829 i Göteborg, död 14 december 1889 i Stockholm, var en svensk läkare och akademisk lärare. Han var gift med Hilda Paulina Magnus och bror till Gabriel Heyman.
Heyman började 1848 studera vid  Lunds universitet, 1855 blev han medicine kandidat, 1857 medicine licentiat, 1859 kirurgie magister samt 1887 medicine doktor.
Heyman var 1862–1878 läkare i sin födelsestad. Under de åren ägnade han sig även åt studiet av hygien och dess praktiska tillämpning. Efter att 1877 ha speciminerat med Studier i allmän helsovård grundade på Göteborgs mortalitetsförhållanden och Renhållningsväsendet i städer ur helsovårdens synpunkt utnämndes han 1878 till professor i allmän hälsolära vid Karolinska institutet, den förste svenske professorn i hygien. Han avled dock innan hygien blev ett obligatoriskt läroämne. För att sprida intresse allmän hälsovård grundade Heyman 1881 Hälsovårdsföreningen i Stockholm.
Heyman var 1865 ordförande i Göteborgs Läkaresällskap. I samband med sin avgång höll han föreläsningen De genom förruttnelseprocessen uppkommande samt excrementella ämnens betydelse i sanitärt och ekonomiskt hänseende, jämte en framställning av de viktigaste systemen för renhållningen.
Bland Heymans samlade skrifter märks även Skörbjuggens förekomst i Sveriges fängelser (1880), Om luften i våra bostäder (1881) och Tyfoidfeberns freqvens och lokala utbredning i Stockholm (1882).
Han fick 1949 Doktor Heymans Gata i södra Guldheden uppkallad efter sig.